# Lame de fond (film, 2014)
Pour les articles homonymes, voir Lame de fond.
Pour plus de détails, voir Fiche technique et Distribution.
Lame de fond est un documentaire français réalisé par Perrine Michel et sorti en 2014.

## Fiche technique
- Titre : Lame de fond
- Réalisation : Perrine Michel
- Scénario : Perrine Michel
- Photographie : Perrine Michel
- Son : Perrine Michel et Renaud Michel
- Montage : Marie-Pomme Carteret
- Production : Hors Saison
- Pays  :  France
- Genre : documentaire
- Durée : 57 minutes
- Date de sortie : France - 1er février 2014

## Distinctions
- Mention spéciale du jury au Festival international du court métrage de Clermont-Ferrand 2014[1]
- Prix Anna Politkovskaïa au Festival international de films de femmes de Créteil 2014[2]